# Rioms
Rioms (okzitanisch gleichlautend) ist ein Ort und eine französische Gemeinde mit 25 Einwohnern (Stand 1. Januar 2022) im Département Drôme in der Region Auvergne-Rhône-Alpes (vor 2016 Rhône-Alpes). Sie gehört zum Arrondissement Nyons und zum Kanton Nyons et Baronnies.

## Lage
Rioms liegt etwa 65 Kilometer nordöstlich von Avignon an der Ouvèze, der die Gemeinde im Norden begrenzt. Umgeben wird Rioms von den Nachbargemeinden Montguers im Norden, Montauban-sur-l’Ouvèze im Nordosten und Osten, Mévouillon im Südosten und Süden, La Rochette-du-Buis im Süden und Südwesten sowie Saint-Auban-sur-l’Ouvèze im Westen und Nordwesten.

## Bevölkerungsentwicklung
| Jahr                       | 1962 | 1968 | 1975 | 1982 | 1990 | 1999 | 2006 | 2013 | 2019 |
| -------------------------- | ---- | ---- | ---- | ---- | ---- | ---- | ---- | ---- | ---- |
| Einwohner                  | 15   | 14   | 9    | 12   | 18   | 22   | 22   | 27   | 25   |
| Quellen: Cassini und INSEE |      |      |      |      |      |      |      |      |      |